# 4259 Маккой
4259 Маккой (4259 McCoy) — астероїд головного поясу, відкритий 16 вересня 1988 року.
Тіссеранів параметр щодо Юпітера — 3,287.